# Ахмед Шарахили
Ахмед Шарахили (араб. أحمد شراحيلي‎, 8 мая 1994) — саудовский футболист, защитник, выступающий за клуб «Аль-Хиляль».

## Клубная карьера
Ахмед Шарахили начинал свою карьеру футболиста в клубе «Аль-Хиляль» из Эр-Рияда, за который он выступает поныне. 28 марта 2014 года он дебютировал в саудовской Про-лиге, выйдя в основном составе в домашнем матче против «Аль-Нахды». В последующие сезоны Ахмед Шарахили лишь изредка появлялся на поле в официальных матчах «Аль-Хиляля».

## Достижения
«Аль-Хиляль»
- Чемпион Саудовской Аравии (1): 2016/17
- Обладатель Кубка короля Саудовской Аравии (2): 2015, 2017
- Обладатель Кубка наследного принца Саудовской Аравии (1): 2015/16
- Обладатель Суперкубка Саудовской Аравии (1): 2015
- Финалист Лиги чемпионов АФК (1): 2014